# Jason Hernandez
Jason Hernandez (New York, 26 agosto 1983) è un ex calciatore statunitense naturalizzato portoricano, di ruolo difensore.

## Statistiche

### Presenze e reti nei club
| Stagione                    | Club                        | Campionato                  | Campionato | Campionato | Coppe nazionali | Coppe nazionali | Coppe nazionali | Coppe continentali | Coppe continentali | Coppe continentali | Supercoppe | Supercoppe | Supercoppe | Totale | Totale |
| Stagione                    | Club                        | Comp                        | Pres       | Reti       | Comp            | Pres            | Reti            | Comp               | Pres               | Reti               | Comp       | Pres       | Reti       | Pres   | Reti   |
| --------------------------- | --------------------------- | --------------------------- | ---------- | ---------- | --------------- | --------------- | --------------- | ------------------ | ------------------ | ------------------ | ---------- | ---------- | ---------- | ------ | ------ |
| 2005                        | MetroStars                  | MLS                         | 3+2        | 0+0        | -               | -               | -               | -                  | -                  | -                  | -          | -          | -          | 3+2    | 0+0    |
| 2006                        | Chivas USA                  | MLS                         | 29+2       | 0+0        | -               | -               | -               | -                  | -                  | -                  | -          | -          | -          | 29+2   | 0+0    |
| 2007                        | Chivas USA                  | MLS                         | 20+1       | 0+0        | -               | -               | -               | -                  | -                  | -                  | -          | -          | -          | 20+1   | 0+0    |
| Totale Chivas USA           | Totale Chivas USA           | Totale Chivas USA           | 49+3       | 0+0        |                 |                 |                 |                    |                    |                    |            | -          | -          | 49+3   | 0+0    |
| 2008                        | San Jose Earthquakes        | MLS                         | 26         | 0          | -               | -               | -               | -                  | -                  | -                  | -          | -          | -          | 26     | 0      |
| 2009                        | San Jose Earthquakes        | MLS                         | 16         | 0          | -               | -               | -               | -                  | -                  | -                  | -          | -          | -          | 16     | 0      |
| 2010                        | San Jose Earthquakes        | MLS                         | 27+3       | 0+0        | -               | -               | -               | -                  | -                  | -                  | -          | -          | -          | 27+3   | 0+0    |
| 2011                        | San Jose Earthquakes        | MLS                         | 28         | 0          | -               | -               | -               | -                  | -                  | -                  | -          | -          | -          | 28     | 0      |
| 2012                        | San Jose Earthquakes        | MLS                         | 25+2       | 0+0        | USOC            | 1               | 0               | -                  | -                  | -                  | -          | -          | -          | 26+2   | 0+0    |
| 2013                        | San Jose Earthquakes        | MLS                         | 21         | 0          | -               | -               | -               | -                  | -                  | -                  | -          | -          | -          | 21     | 0      |
| 2014                        | San Jose Earthquakes        | MLS                         | 20         | 0          | -               | -               | -               | CCL                | 4                  | 0                  | -          | -          | -          | 24     | 0      |
| Totale San Jose Earthquakes | Totale San Jose Earthquakes | Totale San Jose Earthquakes | 163+5      | 0+0        |                 | 1               | 0               |                    | 4                  | 0                  |            | -          | -          | 168+5  | 0+0    |
| 2015                        | New York City               | MLS                         | 26         | 0          | USOC            | 1               | 0               | -                  | -                  | -                  | -          | -          | -          | 27     | 0      |
| 2016                        | New York City               | MLS                         | 14         | 0          | -               | -               | -               | -                  | -                  | -                  | -          | -          | -          | 14     | 0      |
| Totale New York City        | Totale New York City        | Totale New York City        | 40         | 0          |                 | 1               | 0               |                    |                    |                    |            | -          | -          | 41     | 0      |
| Totale                      | Totale                      | Totale                      | 255+8      | 0+0        |                 | 2               | 0               |                    | 4                  | 0                  |            |            |            | 261+8  | 0+0    |

### Cronologia presenze e reti in nazionale
| Cronologia completa delle presenze e delle reti in nazionale ― Porto Rico | Cronologia completa delle presenze e delle reti in nazionale ― Porto Rico | Cronologia completa delle presenze e delle reti in nazionale ― Porto Rico | Cronologia completa delle presenze e delle reti in nazionale ― Porto Rico | Cronologia completa delle presenze e delle reti in nazionale ― Porto Rico | Cronologia completa delle presenze e delle reti in nazionale ― Porto Rico | Cronologia completa delle presenze e delle reti in nazionale ― Porto Rico | Cronologia completa delle presenze e delle reti in nazionale ― Porto Rico |
| Data                                                                      | Città                                                                     | In casa                                                                   | Risultato                                                                 | Ospiti                                                                    | Competizione                                                              | Reti                                                                      | Note                                                                      |
| ------------------------------------------------------------------------- | ------------------------------------------------------------------------- | ------------------------------------------------------------------------- | ------------------------------------------------------------------------- | ------------------------------------------------------------------------- | ------------------------------------------------------------------------- | ------------------------------------------------------------------------- | ------------------------------------------------------------------------- |
| 30-03-2016                                                                | Bayamón                                                                   | Porto Rico                                                                | 0 – 1                                                                     | Guyana                                                                    | Qualificazioni alla Coppa dei Caraibi 2017                                | -                                                                         |                                                                           |
| Totale                                                                    |                                                                           | Presenze                                                                  | 1                                                                         |                                                                           | Reti                                                                      | 0                                                                         |                                                                           |